# Gymnocheta viridis
Gymnocheta viridis är en tvåvingeart som först beskrevs av Fallen 1810.  Gymnocheta viridis ingår i släktet Gymnocheta och familjen parasitflugor. Arten är reproducerande i Sverige. Inga underarter finns listade i Catalogue of Life.

## Bildgalleri

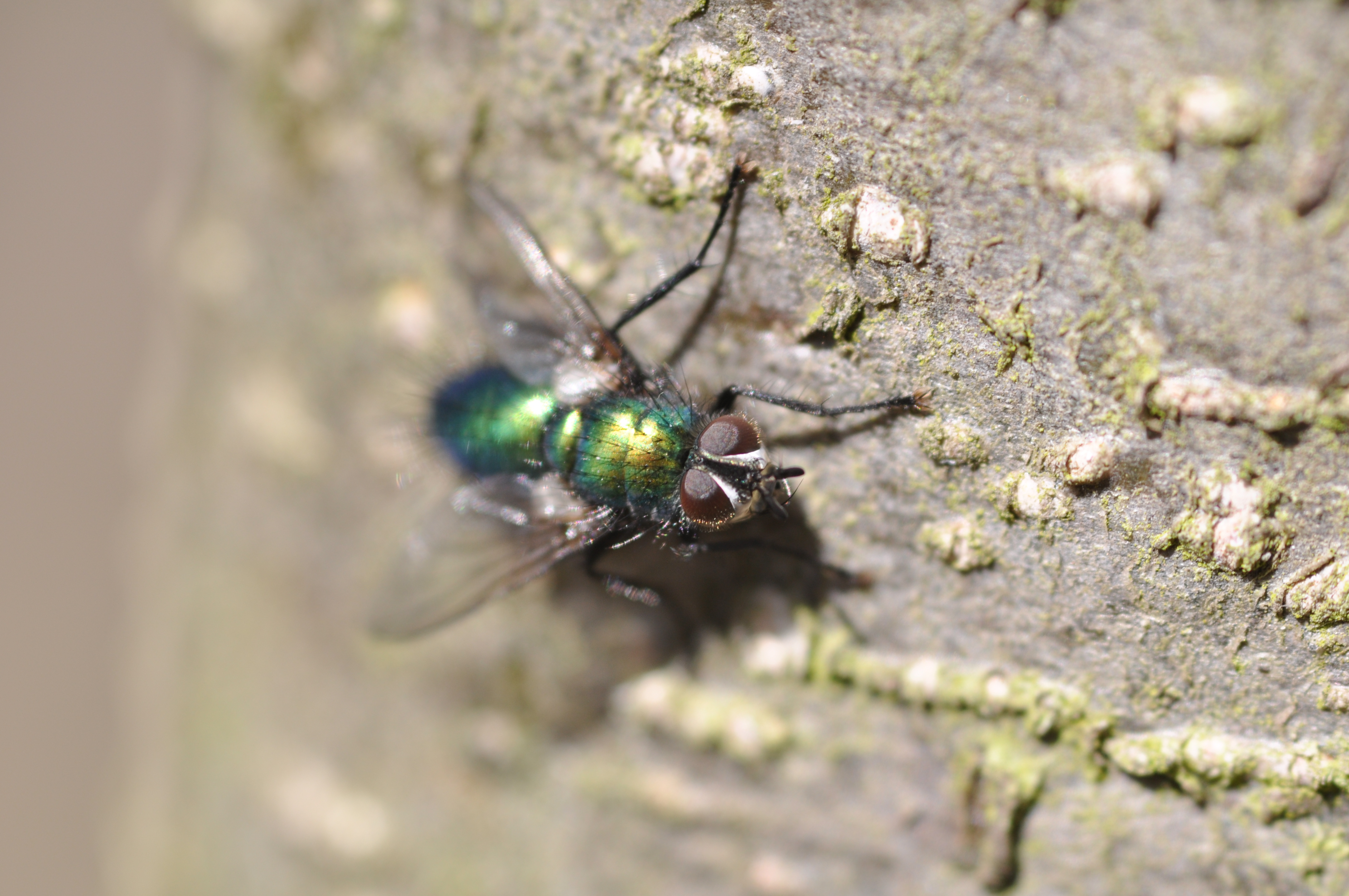
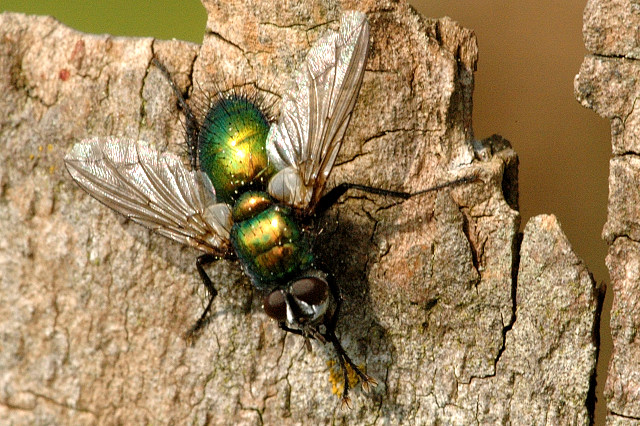
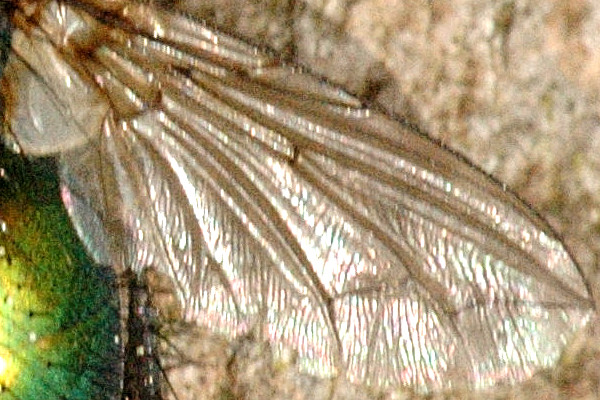